# Omarmoskee (Beiroet)
De Omar-moskee is een moskee in de oude wijk van de Libanese hoofdstad Beiroet die perioden uit de geschiedenis van de stad weerspiegelt.
Een Romeinse tempel op de plek maakte plaats voor een kerk in het Byzantijnse tijdperk. Met de Arabische verovering van Beiroet in 635 werd het gebouw omgevormd tot een moskee, vernoemd naar de toenmalige kalief, Omar ibn al-Khattab. Deze moskee werd in 1115 verwoest door kruisvaarders, die vervolgens op de plek een kathedraal bouwden gewijd aan Johannes de Doper. Saladin veranderde het weer in een moskee nadat hij de stad had ingenomen, maar liet het door latere kruisvaarders als kerk restaureren. In 1291 hadden de Mamelukken de stad heroverd en de structuur hersteld als de moskee van Omar.
Met moderne restauraties beschikt de moskee nu over de oude hoofdstructuur met twee minaretten en een binnenplaats.